# Elliot Perry
Elliot Lamonte Perry (Memphis, Tennessee; 28 de marzo de 1969) es un exjugador de baloncesto profesional estadounidense que disputó diez temporadas en la NBA.

## Trayectoria
Este base de 1.83 m de altura provenía de la Universidad del Estado de Memphis (ahora Universidad de Memphis), fue seleccionado en la segunda ronda, en la posición 38 sobre el total, por Los Angeles Clippers en el draft de la NBA de 1991. Jugó diez partidos en la temporada 1991-92 pero renunciaron a él y firmó el resto de la temporada con los Charlotte Hornets. Después se movió a la CBA durante dos años antes de volver a la NBA, con los Phoenix Suns en la temporada 1994-95 donde sería finalista al premio del Jugador Más Mejorado de la NBA.
Finalizaría su carrera en la temporada 2001-02 con su equipo de casa Memphis Grizzlies donde solo jugó dos partidos.
Perry también fue conocido por su seudónimo "Socks" (calcetines) debido a lo largo de los calcetines que llevaba durante su época en la NBA. Un jugador rápido en la universidad, su habilidad de cambiar el tiro en el aire para sacar una falta de su defensor lo hizo muy difícil de defender.

## Estadísticas de su carrera en la NBA

### Temporada regular
| Año     | Equipo      | PJ  | PT  | MPP  | %TC  | %3P   | %TL  | RPP | APP | ROB | TPP | PPP |
| ------- | ----------- | --- | --- | ---- | ---- | ----- | ---- | --- | --- | --- | --- | --- |
| 1991–92 | Los Angeles | 10  | 0   | 6.6  | .400 | .000  | .500 | 0.7 | 1.4 | 0.9 | 0.1 | 1.3 |
| 1991–92 | Charlotte   | 40  | 0   | 9.3  | .377 | .200  | .667 | 0.8 | 1.6 | 0.6 | 0.1 | 2.8 |
| 1993–94 | Phoenix     | 27  | 9   | 16.0 | .372 | .000  | .750 | 1.4 | 4.6 | 0.9 | 0.0 | 3.9 |
| 1994–95 | Phoenix     | 82  | 51  | 24.1 | .520 | .417  | .810 | 1.8 | 4.8 | 1.9 | 0.0 | 9.7 |
| 1995–96 | Phoenix     | 81  | 26  | 20.6 | .475 | .407  | .778 | 1.7 | 4.4 | 1.1 | 0.1 | 8.6 |
| 1996–97 | Milwaukee   | 82  | 3   | 19.5 | .474 | .358  | .745 | 1.5 | 3.0 | 1.2 | 0.0 | 6.9 |
| 1997–98 | Milwaukee   | 81  | 33  | 21.6 | .430 | .340  | .844 | 1.3 | 2.8 | 1.1 | 0.0 | 7.3 |
| 1998–99 | Milwaukee   | 5   | 0   | 9.4  | .529 | 1.000 | .500 | 1.6 | 2.4 | 0.8 | 0.0 | 4.0 |
| 1998–99 | New Jersey  | 30  | 0   | 8.1  | .349 | .391  | .750 | 0.9 | 1.2 | 0.5 | 0.0 | 2.6 |
| 1999–00 | New Jersey  | 60  | 5   | 13.4 | .435 | .282  | .806 | 1.0 | 2.3 | 0.7 | 0.0 | 5.3 |
| 2000–01 | Orlando     | 6   | 0   | 6.5  | .455 | .000  | .000 | 0.7 | 0.8 | 0.5 | 0.0 | 1.7 |
| 2000–01 | Phoenix     | 43  | 6   | 10.7 | .465 | .250  | .727 | 1.0 | 1.7 | 0.4 | 0.0 | 3.2 |
| 2001–02 | Memphis     | 2   | 0   | 24.0 | .500 | .000  | .500 | 2.0 | 3.5 | 1.5 | 0.0 | 5.5 |
| Total   | Total       | 549 | 133 | 17.3 | .459 | .359  | .783 | 1.4 | 3.1 | 1.0 | 0.0 | 6.3 |

### Playoffs
| Año     | Equipo  | PJ | PT | MPP  | %TC  | %3P  | %TL   | RPP | APP | ROB | TPP | PPP |
| ------- | ------- | -- | -- | ---- | ---- | ---- | ----- | --- | --- | --- | --- | --- |
| 1993–94 | Phoenix | 4  | 0  | 3.3  | .143 | .000 | .000  | 0.0 | 0.3 | 0.3 | 0.0 | 0.5 |
| 1994–95 | Phoenix | 9  | 0  | 11.8 | .476 | .400 | .800  | 1.1 | 1.3 | 0.6 | 0.0 | 6.9 |
| 1995–96 | Phoenix | 4  | 0  | 12.8 | .500 | .000 | .000  | 0.5 | 3.0 | 0.5 | 0.0 | 3.5 |
| 2000–01 | Phoenix | 2  | 0  | 8.5  | .600 | .000 | 1.000 | 2.0 | 2.0 | 1.0 | 0.0 | 6.5 |
| Total   | Total   | 19 | 0  | 9.8  | .466 | .333 | .778  | 0.8 | 1.5 | 0.5 | 0.0 | 4.8 |